# YoYo Plant
Un YoYo Plant es un truco de freestyle en skateboard.
Se trata de hacer la vertical con una mano, manteniendo
el patín con la otra y a su vez haciendo una figura.
Fue inventado por YOYO Schulz, un patinador Alemán .
Muy pocas personas hacen este truco, entre ellas
Rodney Mullen, Graham Mac Eachran y Chester Sass.